# Радомислянин
Радомислянин (рос. Радомыслянинъ) — російськомовна газета часів Російської імперії, друкований орган повітового центру м. Радомишля. Виходила в світ з 1 червня 1912 до 1917 року.
Газета була приватною, власником та редактором був Х. М. Фельдман, друкувалася у друкарні І. А. Пекаря, м. Радомисль, вул. Велика Житомирська, будинок Вахера. У підзаголовку наголошувалося, що це «Позапартійна громадсько-літературна газета». Видавалася тричі на тиждень (1912—1913, № 120), щоденно (1913, № 121—1917).
Розповсюджувалася в Радомисльському та суміжних повітах Київської губернії, висвітлювала визначні факти місцевого життя. У газеті розміщувалися: статті з політичних, громадських та наукових питань, телеграми, відділ місцевої хроніки, промислово-економічне життя краю (власні кореспонденти були у всіх центрах повіту), видатні факти російського та закордонного життя, фейлетони літературні та злободенні, театральна та судова хроніка, оригінальні та перекладні романи та оповідання.
У рекламі газети на початку 1914 року повідомлялося, де можна передплатити газету «Радомислянин»: у Радомислі у конторі редакції, на Соборній площі, у друкарні І. А. Пекаря, в правлінні товариства Взаємного Кредиту, в Правлінні 2-го Ощадно-позичкового товариства, в мануфактурному магазині «Бр. Шмульзон»; у Малині: у правлінні Малинського Ощадно-позичкового товариства, у т. Малинського; у Коростишеві: у правлінні Каси Взаємодопомоги; у Брусилові: в І. Ельгорта; в Іванкові у Блогородського; у Рожеві: у Саталовського; у Ходоркові: В І. Столбуна. Вартість передплати для місцевих жителів становила три карбованці на рік, для мешканців інших міст — 3 крб. 60 коп.
З газетою «Радомислянин» впродовж 1913—1916 рр. співпрацював Іван Огієнко. У січні-травні 1913 р. він оприлюднив на сторінках часопису свої перші краєзнавчі дослідження, зокрема статтю «М-ко Брусилов и его окрестности». У 1914 р. з'явилася ціла низка історичних нарисів Брусилівського повіту Київської губернії, зокрема «Брусиловская братская школа», «Село Водотыи, Радомысльского уезда, Киевской губернии». В наступні роки з'явилася низка нарисів під заголовком «Очерки по истории г. Радомысля». У науковій бібліотеці Київського національного університету ім. Т. Шевченка збереглася книга І. Огієнка «М-ко Брусилов и его окрестности», яка складається з вирізок статей з цієї газети, наклеєних на папір в хронологічній послідовності.